# Aufgelassener Steinbruch (Eppertshausen)
Der Aufgelassene Steinbruch von Eppertshausen ist ein flächenhaftes Naturdenkmal im Landkreis Darmstadt-Dieburg, Südhessen. In der geowissenschaftlichen Literatur findet sich diese Lokalität häufig unter der Ortsbezeichnung Sporneiche.

## Lage
Das Naturdenkmal „Aufgelassener Steinbruch“ liegt im Naturraum Messeler Hügelland im Wald. 
Es befindet sich westlich von Eppertshausen, nördlich der Kreisstraße 180 Eppertshausen – Messel. Seine Außengrenzen bilden die Kreisstraße sowie die Hellwiesen-, Fuchsbau- und Buchenhügelschneise.

## Geschichte
In dem ehemaligen Trachyt-Steinbruch wurde bis Mitte der 1930er Jahre Schotter und Bausteine gewonnen. Danach entwickelten sich die tieferen Teile zu zwei Teichen. Im Wasser wurde viel Munition aus der Muna Münster versenkt, auch nach 1945 diente das Gebiet lange als Sprengplatz. Ab 1950 wurden die Gewässer als Fischteiche verpachtet. Mit Verordnung vom 27. Mai 1959 wurde das Naturdenkmal als ein geologischer Aufschluss und Feuchtbiotop unter Naturschutz gestellt. Erst 1966–1972 wurde das Gelände planmäßig entmunitioniert.

## Beschreibung
Das Naturdenkmal befindet sich in einem geschlossenen Mischwald. Die feuchten Uferränder sind mit Sumpfpflanzen bewachsen. Die Teiche sind bedeutend als Laichgewässer von Erdkröte, Grasfrosch, Bergmolch, Kammmolch und Teichmolch. In manchen Jahren kommen zahlreiche Süßwasserquallen im Wasser vor. Mehrere Libellenarten wurden beobachtet.

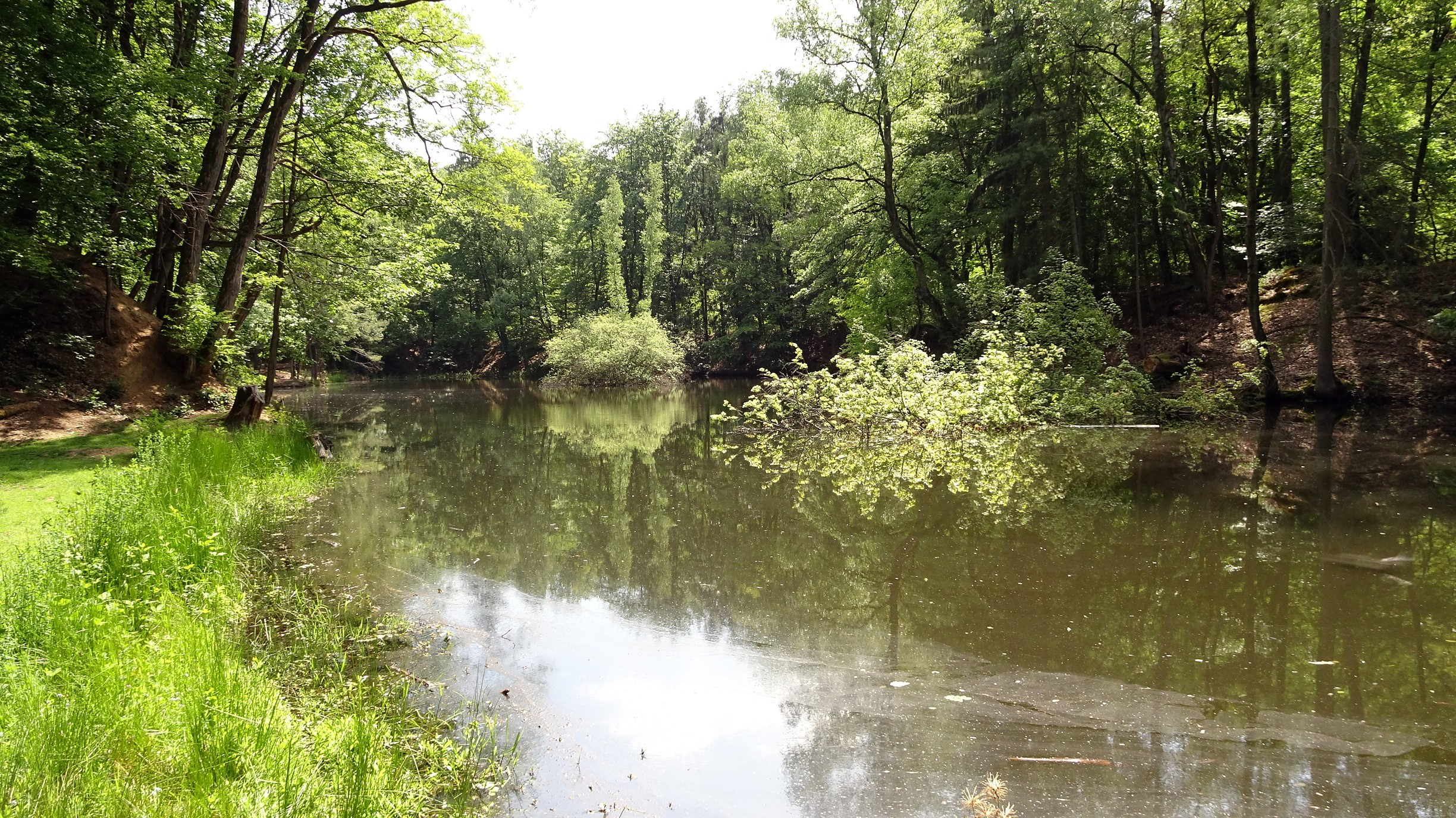
Größerer Teich (2020)
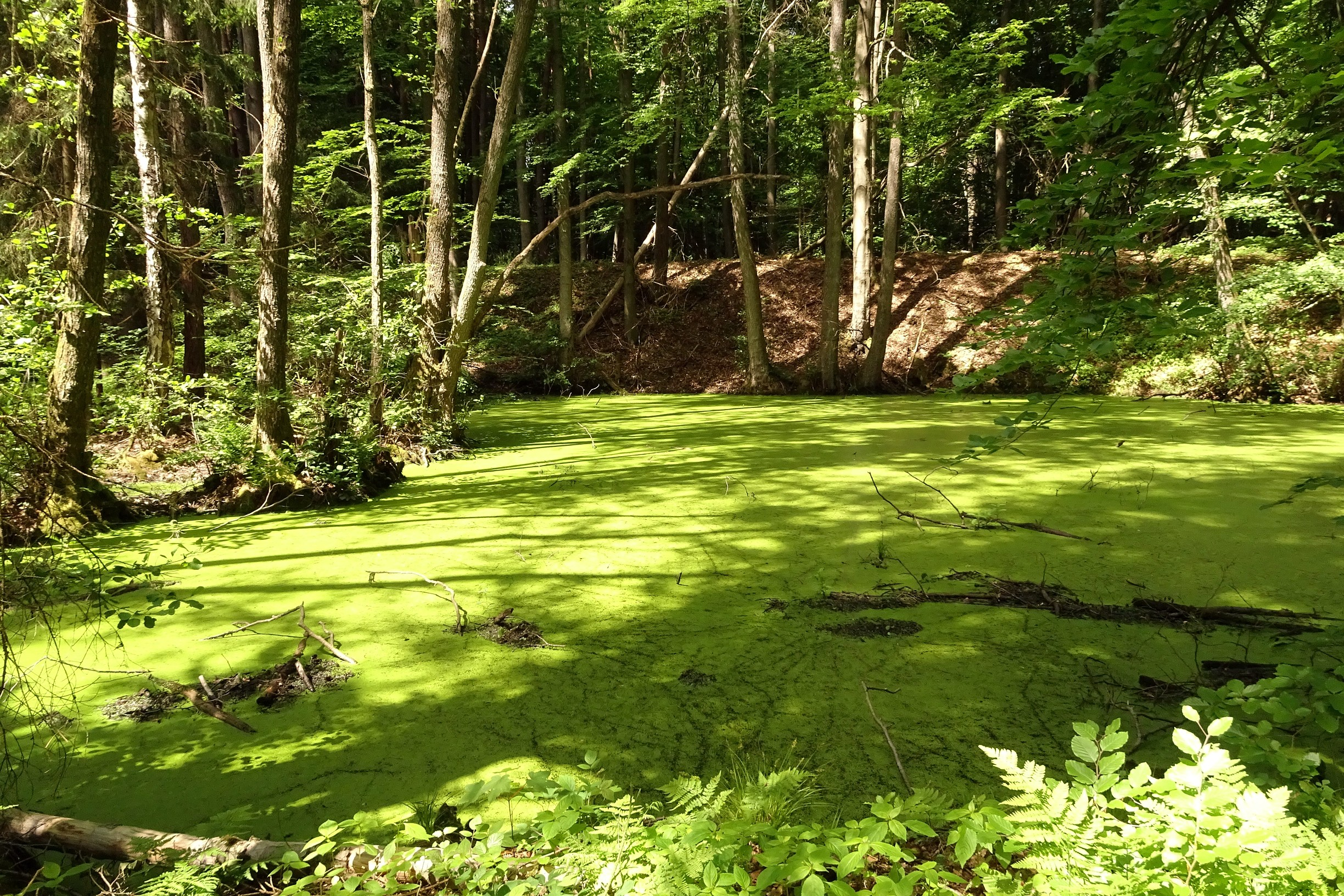
Kleinerer Teich, bedeckt mit Wasserlinsen (2020)

Beeinträchtigungen erleidet das Schutzgebiet durch die illegale Nutzung als wilder Badesee. Auch gab es mehrmals Ölverschmutzungen, weil Autos und Motorräder in dem See versenkt wurden.

## Geologie
Die Sporneiche ist neben dem Hohen Berg bei Dietzenbach eine der bekannteren Lokalitäten im Messeler Hügelland, wo als vulkanisches Gestein Trachyt auftritt. Das Alter des Gesteins wurde mittels der Kalium-Argon-Datierung auf 69 Mio. Jahre bestimmt und ist damit noch oberkretazisch. Es ist damit auch eines der ältesten Vulkanitvorkommen aus dem Vulkangebiet am nördlichen Oberrheingraben.